# Clepsis spirana
Clepsis spirana is een vlinder uit de familie van de bladrollers (Tortricidae). De wetenschappelijke naam van de soort is voor het eerst geldig gepubliceerd in 1979 door de Poolse entomoloog Józef Razowski.